# Hookeria lucens
Hookeria lucens là một loài Rêu trong họ Hookeriaceae. Loài này được (Hedw.) Sm. mô tả khoa học đầu tiên năm 1808.

## Hình ảnh

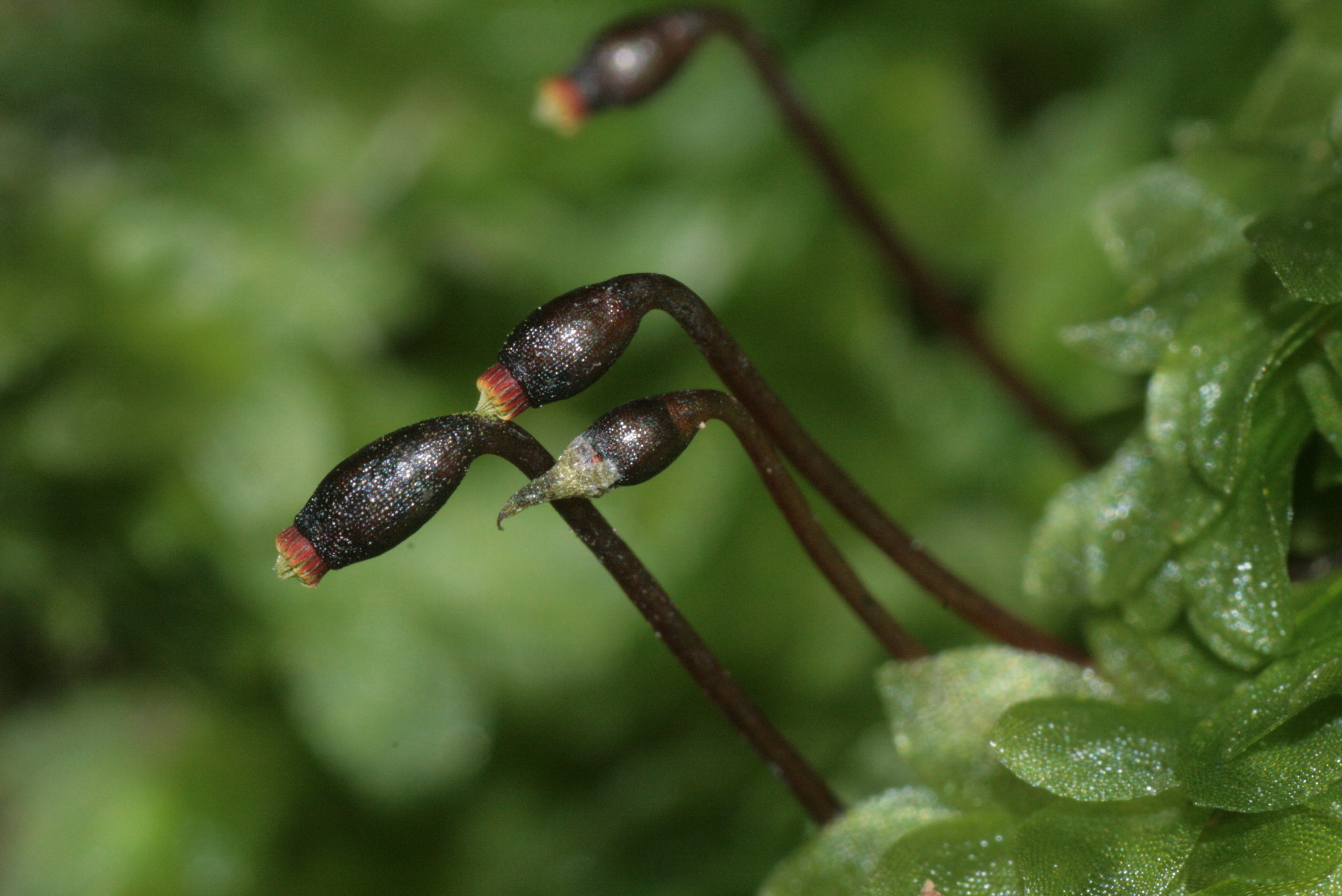
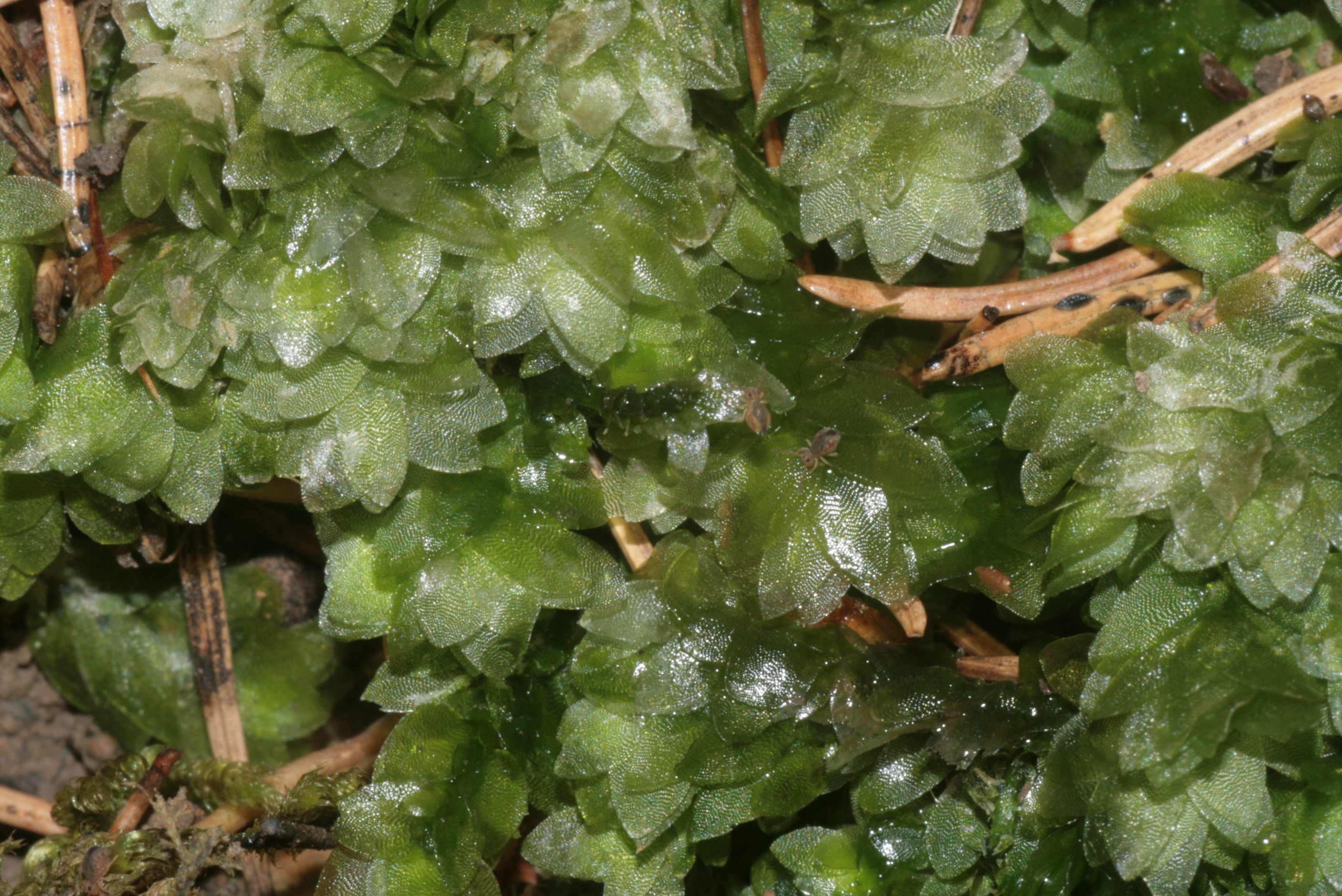
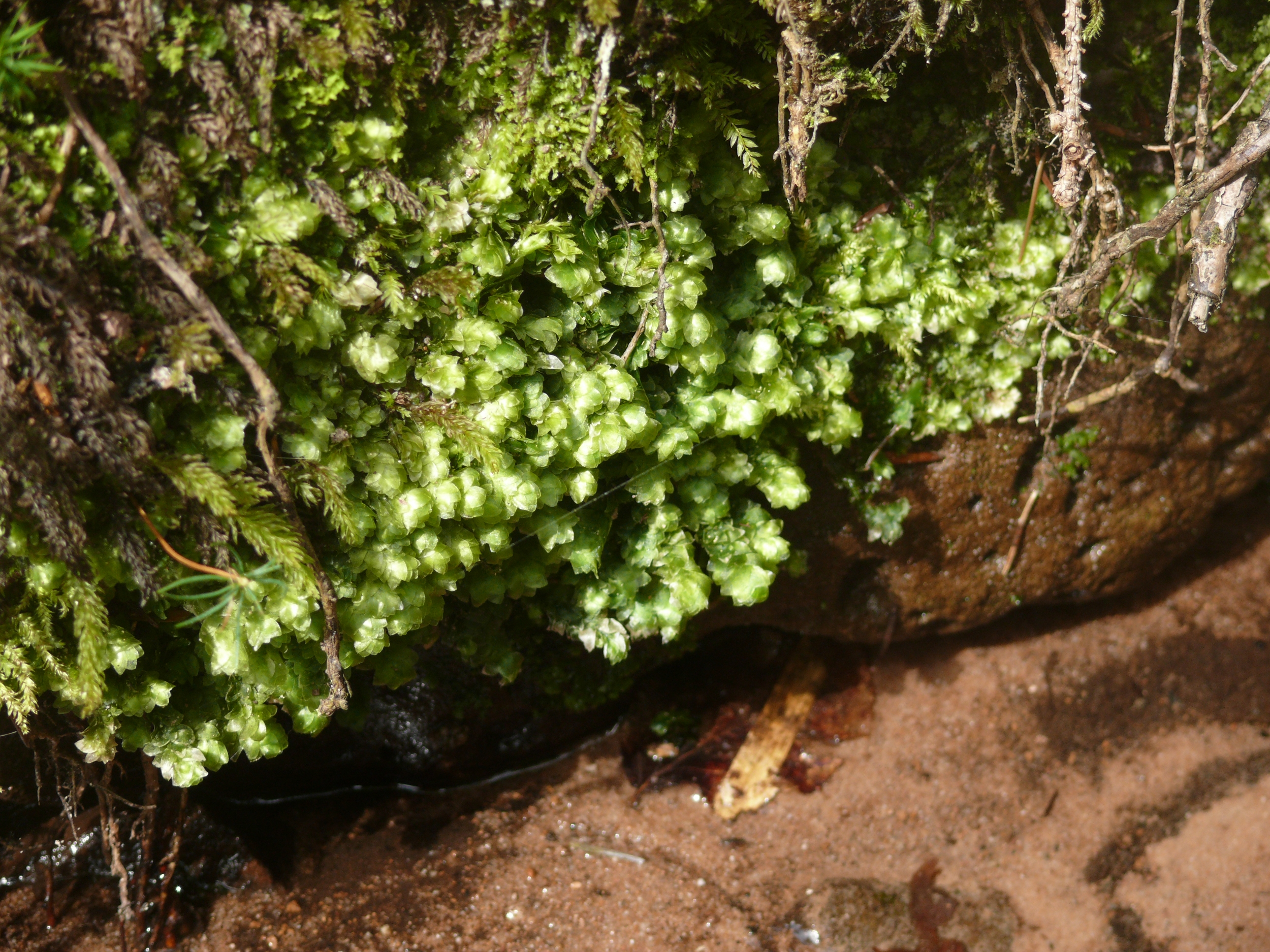
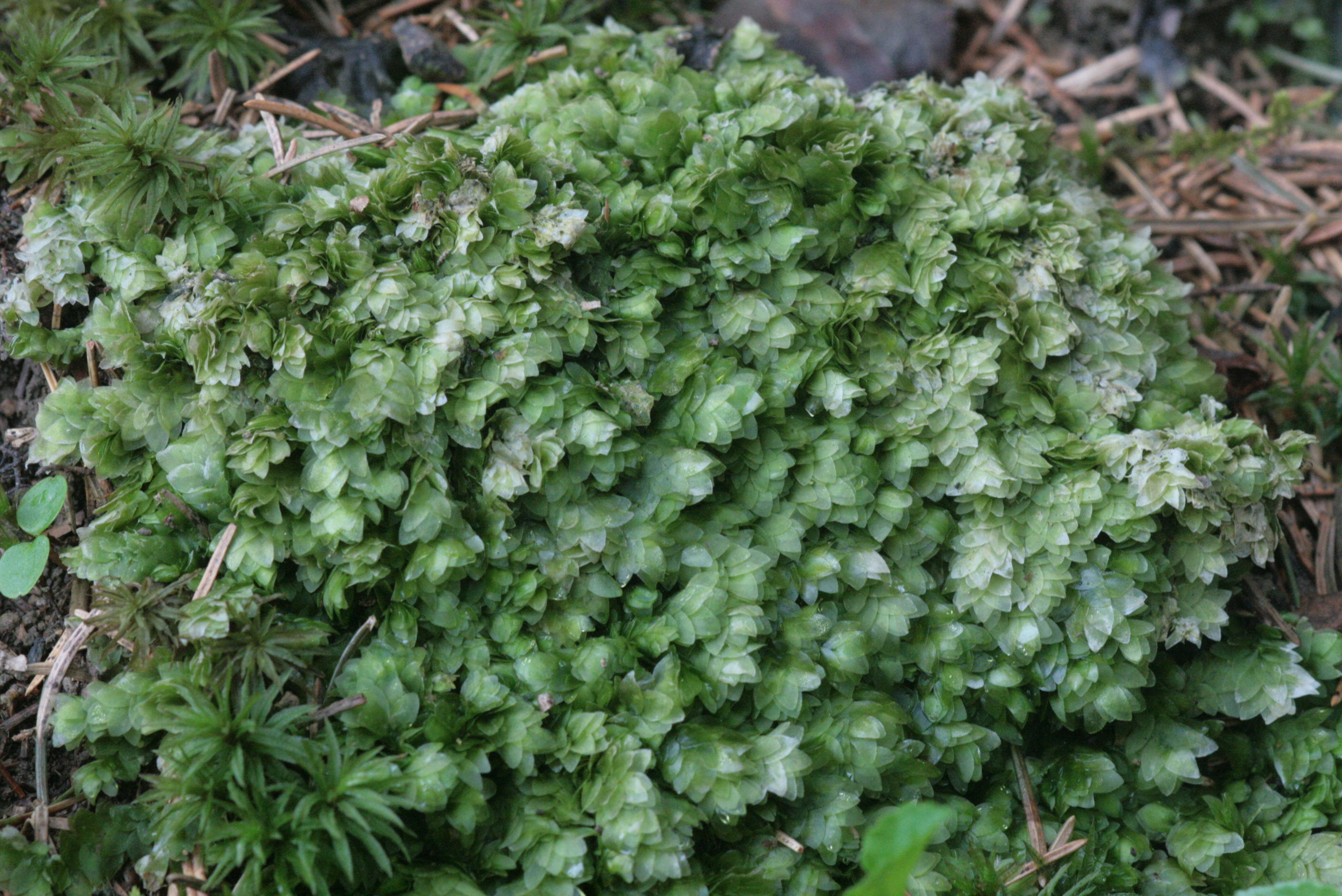